# يعسوب أحمر يوناني
يعسوب أحمر يوناني (الاسم العلمي: Pyrrhosoma elisabethae)، نوع من اليعاسيب المنتمية إلى جنس لهبي الجسم وفصيلة رعاشينات ضيقة الأجنحة. موائله الأنهار. يوجد في اليونان وألبانيا. إنهُ مهدد بخسارة موئله.